# Запис липа код цркве (Чепуре)
Запис липа код цркве (Чепуре) се налази на парцели чији је власник Општина Параћин.

## Локација
| Општина             | Параћин                                                          |
| Катастарска општина | Чепуре                                                           |
| Потес               | Велики браник                                                    |
| Координате          | 43° 50′ 02″ С; 21° 21′ 55″ И / 43.8339° С; 21.365400000000001° И |
| Надморска висина    | 125m                                                             |

## Карактеристике
Дендрометријске вредности утврђене на терену и сателитским снимцима:
| Стабло                     | Липа |
| Висина стабла              | m    |
| Обим дебла                 | m    |
| Пречник крошње             | 6m   |
| Пречник дебла              | m    |
| Висина дебла до прве гране | m    |

## База записа
Запис је у оквиру Викимедија пројекта "Запис - Свето дрво" заведен под редним бројем 0056.